# Justin Guarini
Justin Guarini, właściwie Justin Eldrin Bell (ur. 28 października 1978 w Columbus, USA) – amerykański piosenkarz i autor piosenek oraz aktor. Zasłynął w 2002 roku, kiedy to zajął drugie miejsce w pierwszej edycji programu American Idol, zaraz po Kelly Clarkson.
Jego ojciec, Eldrin Bell, jest byłym szefem policji w Atlancie. Matka, Kathy Pepino Guarini, była dziennikarką dla stacji WTVM TV w Columbus, później pracowała dla CNN. Justin dorastał w Doylestown, w Pensylwanii, razem z matką i ojczymem, Jerrym Guarini.